# Lettore, in guardia!
Lettore, in guardia! (titolo originale The Reader is Warned) è un romanzo poliziesco di Carter Dickson, ottavo della serie di gialli che ha come protagonista il burbero Sir Henry Merrivale, alias H.M. - detto il Vecchio.

## Trama
Il giovane dottor Sanders si ritrova a dover mettere in dubbio la sua visione scettica nei confronti della valenza scientifica della telepatia. Durante una riunione di fine settimana in casa della famosa romanziera Mina Constable, incontra Herman Pennik, il quale sostiene di essere in grado di leggere i pensieri delle persone con la stessa facilità con la quale si legge un libro aperto. Sanders è incline a ritenerlo un ciarlatano, ma Pennik indovina sempre e con facilità ciò che gli ospiti stanno pensando in quel preciso momento. Pennik afferma inoltre di essere in grado di uccidere a distanza con la mente per mezzo di un potere che chiama "Teleforza". Sfidato da Sam Constable, il padrone di casa, a dare una dimostrazione dei suoi poteri, il telepata dichiara che l'uomo sarà morto prima dell'ora di cena. Nessuno, inizialmente, lo prende sul serio, ma poco prima dell'ora indicata, mentre Sam sta per scendere le scale, si ripiega su se stesso e crolla a terra cadavere. L'autopsia non riesce a rilevare nessuna plausibile causa di morte. Toccherà a Sir Henry Merrivale indagare e scoprire se Pennik è un impostore o se la Teleforza è una realtà scientifica.

## Personaggi principali
- Mina Constable - scrittrice di gialli
- Sam Constable - suo marito
- Herman Pennik - lettore del pensiero, ospite dei Constable
- Lawrence Chase - avvocato, ospite dei Constable
- Hilary Keen - impiegata del Ministero degli Interni, ospite dei Constable
- Dottor John Sanders - medico, ospite dei Constable
- Sovrintendente Belcher  - della polizia locale
- Riddle - poliziotto di ronda
- Humphrey Masters - ispettore capo di Scotland Yard
- Sir Henry Merrivale - il Vecchio

## Critica
"Un capolavoro dell'inganno. Si comincia con l'altamente improbabile e rapidamente si scende nell'impossibile, sapendo comunque che il maestro sarà lì per riportarci alla sanità mentale alla fine di tutto. [...] Tutto questo potrebbe davvero essere accaduto? Chi lo sa? Ma, se fosse accaduto, certamente è così che sarebbe andata. Carr qui è al massimo della forma e sparge senza freni false piste a destra e a manca."

## Opere derivate
La BBC mandò in onda nel 1958 lo sceneggiato radiofonico in sei puntate You Have Been Warned, tratto dal romanzo, con Ralph Truman nel ruolo di H.M.

## Edizioni
- Carter Dickson, Lettore, in guardia!, traduzione di Anna Maria Francavilla, collana Classici del Giallo n. 1204, Arnoldo Mondadori Editore, 2008,  p. 250.